# Stuart tank
M3 Light Tank (mer känd under den brittiska benämningen Stuart) var en lätt stridsvagn av amerikanskt ursprung som var i allierad tjänst under andra världskriget. M3:an var en vidareutveckling av M2 Light Tank och tillverkades mellan mars 1941 och oktober 1943. Från och med 1942 började man tillverka en vidareutvecklad variant, M5 Light Tank, som bland annat hade en annan motor. Från och med 1944 började M5 Light Tank ersättas av M24 Chaffee. Cirka 25 000 M3/M5-stridsvagnar byggdes under kriget och den användes också av flera länder under efterkrigstiden.